# Symphysodon langbianensis
Symphysodon langbianensis är en bladmossart som beskrevs av Pierre Tixier 1970 [1971. Symphysodon langbianensis ingår i släktet Symphysodon och familjen Pterobryaceae. Inga underarter finns listade i Catalogue of Life.